# Creme catalão
O creme catalão (também conhecido como creme queimado ou, na Catalunha, simplesmente creme) é uma sobremesa muito típica da cozinha catalã e europeia em geral, constituída por um tipo creme de confeiteiro à base de gema de ovo que costuma ser coberto com uma camada de açúcar caramelizado em sua superfície para proporcionar um contraste crocante. É consumido durante todo o ano, mas é costume no dia de São José, comemorado no dia 19 de março. Até recentemente, era geralmente, uma sobremesa de feriado.

## Origem

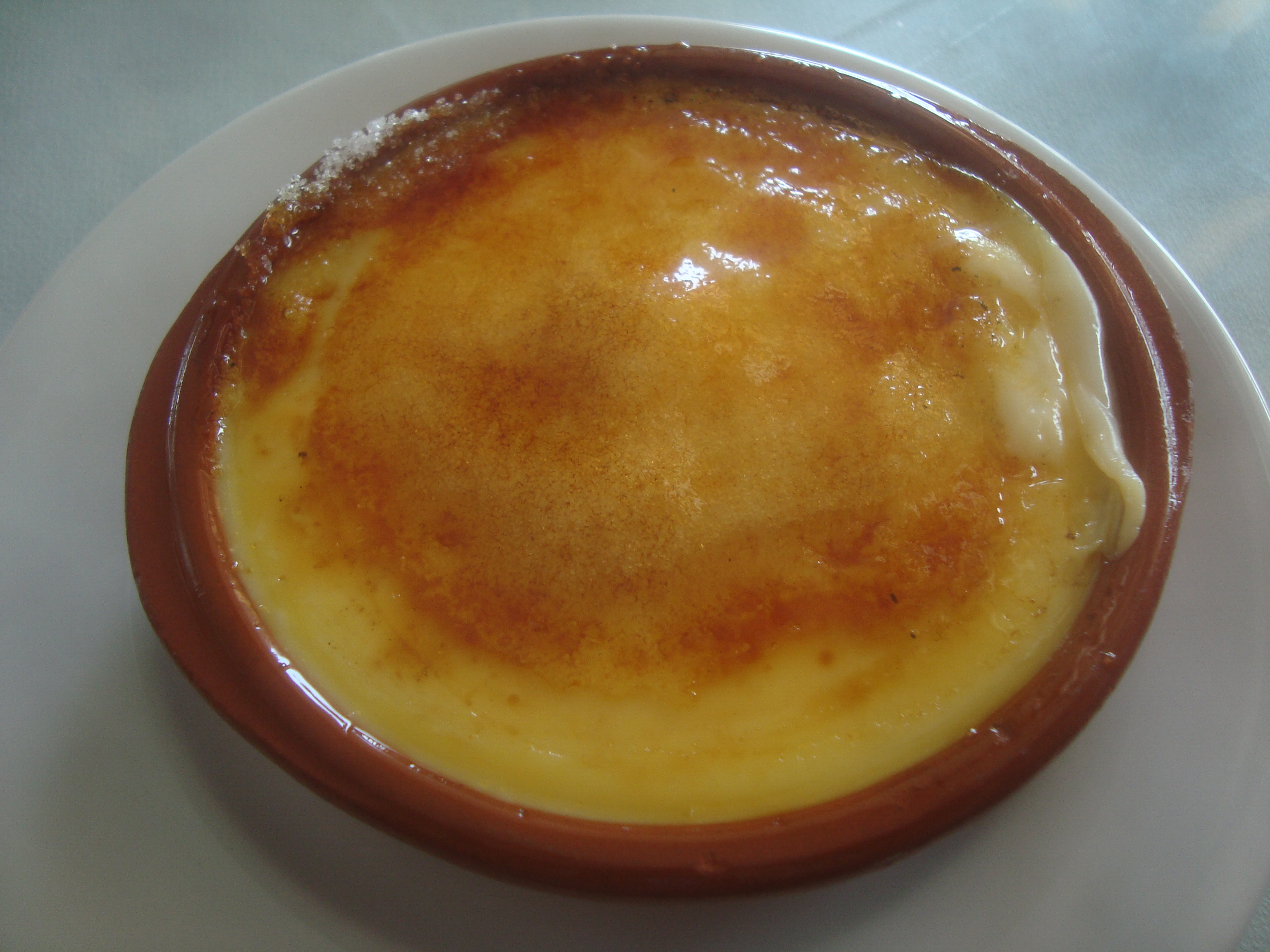
Creme catalão.

O creme catalão está atualmente documentado na literatura catalã. Já aparece nos livros de receitas medievais catalães Llibre de Sent Soví (século XIV) e Llibre del Coch (século XVI), e é considerada uma das sobremesas mais antigas da Europa dentro de sua categoria, apesar de ser uma evolução do creme clássico, que já existia na República Romana vários séculos antes de Cristo. É uma das sobremesas que aparecem com frequência no Cajón de Sastre (século XVIII). É a sobremesa que o Barão de Maldá de Barcelona mais gostava e parece que Casanova comia em Barcelona.[carece de fontes?] No século XX, aparece na obra de Josep Pla e do poeta Miquel Martí i Pol, entre muitos outros.[carece de fontes?] A única variação que a receita teve foi, no século XX, devido a algumas pessoas usarem farinha de milho (maizena) em vez de amido, é que no século XX os pós surgiram para fazer este creme mais rapidamente em casa. No século XXI o aparecimento de claras de ovos e gemas vendidas separadamente nos supermercados fez com que algumas famílias mudassem do pó para a receita tradicional. Maçaricos caseiros, antes usados apenas em grandes restaurantes ou na indústria, também são cada vez mais comuns nas casas do século XXI, onde são utilizados para queimar uma camada superficial de açúcar e outras versões tradicionais ou improvisadas com ele, como a cobertura de uma pão de pellizco com creme, creme com abacaxi natural, maçãs recheadas com creme, etc.

## Caracteristicas
O creme catalão é feito com gema de ovo, açúcar, farinha de trigo ou de milho e leite, é aromatizado com canela e casca de limão ou, às vezes, também casca de laranja. O creme de leite é cozido sem ferver em uma panela no fogo até ele engrossar e esfriar na geladeira.
O creme catalão pode ser utilizado para rechear ensaimadas, cocas, tortells, xuixos, palos, crestas e todo o tipo de bolo. Quando não é utilizado como recheio, mas permanece na superfície, geralmente, é polvilhado com açúcar branco e queimado com uma espátula de ferro ou maçarico.
Quando servido como sobremesa, o creme é normalmente distribuído em pratos de sobremesas individuais ou tradicionalmente em vasilhas de barro queimado. Para queimá-lo, como nos outros casos, é polvilhado com açúcar branco e depois, passar uma espátula de ferro bem quente, ou atualmente usa-se mais o maçarico.

## Variantes
Na Catalunha existe uma versão congelada da receita, com sorvete de creme catalão e coberto com geléia de gema de ovo queimada. O crème brûlée da culinária francesa pode ser considerado uma variante ou versão do creme catalão. A variante francesa é cozida em banho-maria, às vezes com ovos inteiros, com creme em vez de leite e aromatizado com baunilha. Eles geralmente queimam com açúcar mascavo para compensar o branco de sua versão.
Nos territórios de língua catalã, o creme é tradicionalmente engrossado com amido, não inclui creme nem clara de ovo e é aromatizado com canela e casca de limão ou eventualmente laranja, nunca com baunilha.
O sabor do creme catalão inspira variantes e perfumes de todos os tipos de produtos, como: sorvetes, espumas, a variante catalã torró (nougat) de mesmo nome, etc. O creme é utilizado na preparação de algumas variedades de chás Earl Grey.

## Cultura popular
Essas sobremesas são caseiras, mas também são feitas na maioria dos restaurantes e pousadas. Seu sabor inspirou um sorvete hoje muito popular, o de creme catalão, um licor, e também é usado como um sabor preciso para outros doces, espumas, shakes, torrones, chocolates, etc.
Têm sido sobremesas aos domingos e festas, em que se comia, principalmente no passado, como acompanhante das cocas. Actualmente faz parte do recheio de algumas das mais populares cocas doces, bem como de tortas, ensaimadas e bolos. Também é comido sozinho. O nome de creme de Sant Josep vem do fato de que na Catalunha é a sobremesa tradicional e típica do Dia dos Pais, Dia de Santo Josep. Neste dia, realiza-se a peça teatral Por un plato de crema, escrita por Lluís Coquard e estreada em 1962 no teatro Romea de Barcelona.